# 岐阜県の名水50選

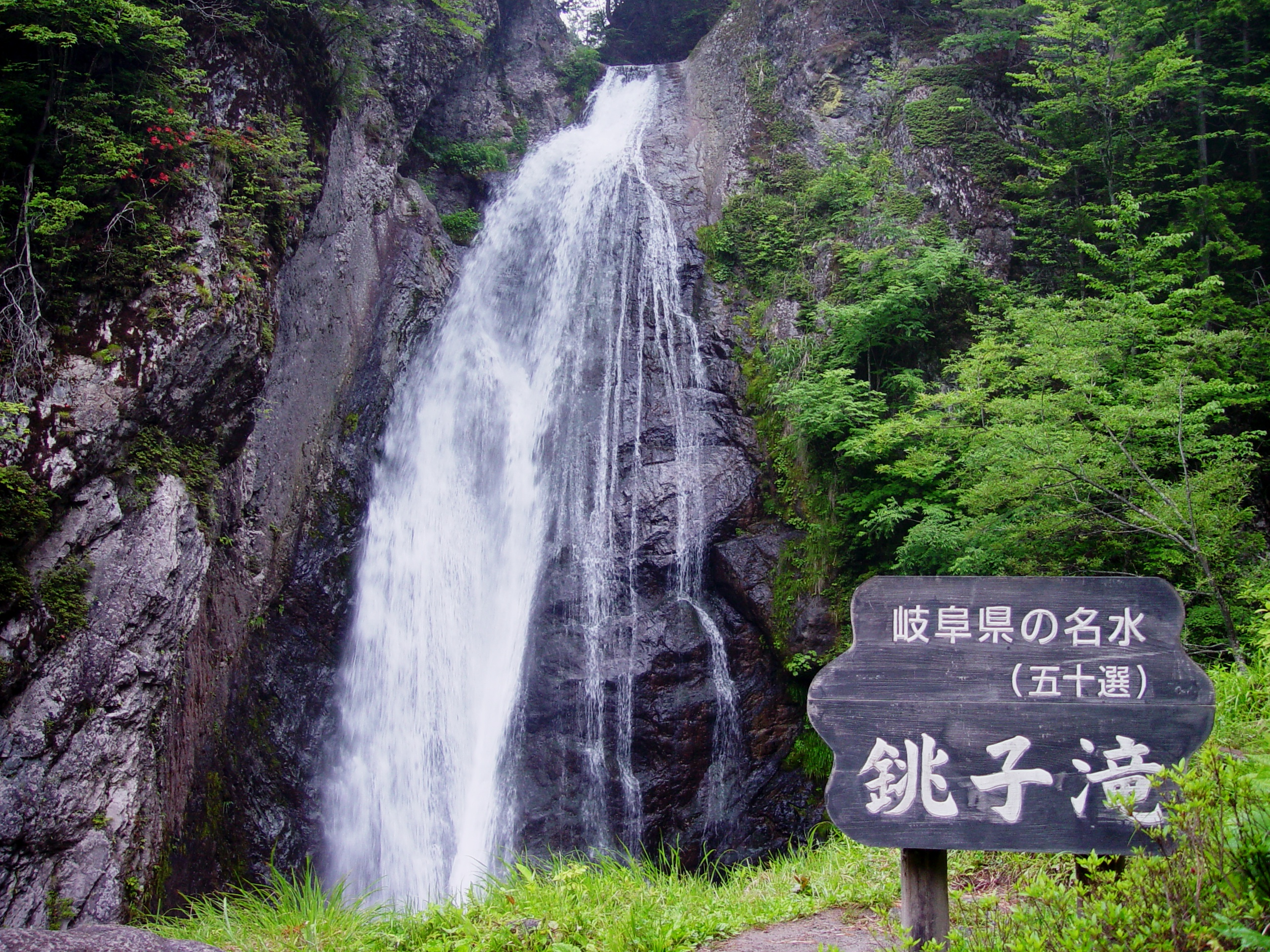
銚子谷にある銚子滝（高山市丹生川町）

岐阜県の名水50選（ぎふけんのめいすい50せん）は、岐阜県の名水選定委員会が1986年（昭和61年）に選定した岐阜県の名水の50選である。
岐阜県が定めた名水推薦要件により市町村長から推薦された136箇所から、岐阜県の名水選定委員会により50箇所を選定した。
なお当時の県内76市町村（全99市町村）から推薦が行なわれた。

## 名水要件
- 清澄な水で、古くから生活とかかわりがあり地域で保全されている。
- 水量がある程度ある良質の水で、市町村等により保全されている。
- 優良な水資源として地域に保全されている。
- 古来より名水として伝承されている。
- 豊かな自然性、稀少性、特異性などを有している。

なお、選定にあたりそのままで飲用可能かどうかという点については考慮していない。

## 岐阜県の名水50選一覧
（括弧内は選定時の自治体名）
| 番号 | 名称               | 形態 | 市町村               |
| ---- | ------------------ | ---- | -------------------- |
| 1    | 岩舟渓谷萩の滝     | 滝   | 岐阜市               |
| 2    | 桂水               | 湧水 | 山県市（美山町）     |
| 3    | 木曽川トンボ池     | 池   | 笠松町               |
| 4    | 加賀野八幡神社井戸 | 井戸 | 大垣市               |
| 5    | 垂井の泉           | 湧水 | 垂井町               |
| 6    | 玉倉部の清水       | 湧水 | 関ケ原町             |
| 7    | 多良峡             | 河川 | 大垣市（上石津町）   |
| 8    | 中川               | 湧水 | 池田町               |
| 9    | 高橋渓谷           | 河川 | 揖斐川町（春日村）   |
| 10   | 清水川             | 湧水 | 揖斐川町（久瀬村）   |
| 11   | 喜八河戸           | 湧水 | 揖斐川町（藤橋村）   |
| 12   | 夜叉ヶ池           | 池   | 揖斐川町（坂内村）   |
| 13   | 夕部ヶ池           | 池   | 北方町               |
| 14   | 席田用水           | 用水 | 本巣市（本巣町）     |
| 15   | 御姥様の水         | 湧水 | 本巣市（根尾村）     |
| 16   | 片知渓谷           | 河川 | 美濃市               |
| 17   | 高賀渓谷           | 河川 | 関市（洞戸村）       |
| 18   | 板取川             | 河川 | 関市（板取村）       |
| 19   | お宮の清水         | 湧水 | 関市（武儀町）       |
| 20   | 吉田川             | 河川 | 郡上市（八幡町）     |
| 21   | 長刀清水           | 湧水 | 郡上市（大和町）     |
| 22   | 阿弥陀ヶ滝         | 滝   | 郡上市（白鳥町）     |
| 23   | 分水嶺の清水       | 河川 | 郡上市（高鷲村）     |
| 24   | 粥川谷             | 河川 | 郡上市（美並村）     |
| 25   | 蛇穴の水           | 湧水 | 郡上市（和良村）     |
| 26   | 川浦川             | 河川 | 美濃加茂市           |
| 27   | 五宝瀧（五宝滝）   | 滝   | 八百津町             |
| 28   | 一呑・唄清水       | 湧水 | 御嵩町               |
| 29   | 不動明王の滝       | 滝   | 多治見市             |
| 30   | 白狐温泉神明水     | 湧水 | 瑞浪市               |
| 31   | 強清水             | 湧水 | 中津川市             |
| 32   | 西行ゆかりの水     | 湧水 | 恵那市               |
| 33   | 竜神の滝           | 滝   | 中津川市（川上村）   |
| 34   | 乳子が池           | 湧水 | 中津川市（加子母村） |
| 35   | 不動渓谷群         | 河川 | 中津川市（付知町）   |
| 36   | 付知川             | 河川 | 中津川市（福岡町）   |
| 37   | 霧ヶ井・龍神の井   | 井戸 | 恵那市（岩村町）     |
| 38   | 天王水             | 湧水 | 下呂市（萩原町）     |
| 39   | 麝香清水           | 湧水 | 下呂市（小坂町）     |
| 40   | 乗政大滝           | 滝   | 下呂市（下呂町）     |
| 41   | 馬瀬川             | 河川 | 下呂市（馬瀬村）     |
| 42   | 白雲水             | 湧水 | 高山市               |
| 43   | 銚子谷             | 河川 | 高山市（丹生川村）   |
| 44   | 鳩谷八幡神社の清水 | 湧水 | 白川村               |
| 45   | 女男滝             | 滝   | 高山市（久々野町）   |
| 46   | 瀬戸川用水         | 用水 | 飛騨市（古川町）     |
| 47   | 宇津江四十八滝     | 滝   | 高山市（国府町）     |
| 48   | 池ヶ原湿原湧水     | 湧水 | 飛騨市（宮川村）     |
| 49   | 船津大洞湧水群     | 湧水 | 飛騨市（神岡町）     |
| 50   | 平湯大滝           | 滝   | 高山市（上宝村）     |

## その他
- 形態別の内訳は湧水21箇所、河川14箇所、滝9箇所、池4箇所、井戸2箇所となっている。
- 「岐阜県の名水50選」は1985年（昭和60年）環境庁が選定した名水百選をきっかけとして県内の他の名水を選定することとなったため、以下の名水百選に選ばれているものは除外されている。
  - 宗祇水（白雲水） - 郡上市
  - 長良川（中流域） - 岐阜市
  - 養老の滝・菊水泉 - 養老町

## 関連書籍
- 岐阜県の名水推進会議編 『岐阜県の名水』 大衆書房、1988年